# Mathias Collomb-Patton
Mathias Collomb-Patton (ur. 24 stycznia 1977) – francuski narciarz, specjalista narciarstwa dowolnego. Nigdy nie startował na mistrzostwach świata ani na igrzyskach olimpijskich. Najlepsze wyniki w Pucharze Świata osiągnął w sezonie 2001/2002, kiedy to zajął 36. miejsce w klasyfikacji generalnej.
W 2005 r. zakończył karierę.

## Sukcesy

### Miejsca w klasyfikacji generalnej
- 2001/2002 – 36.
- 2002/2003 – 50.
- 2003/2004 – 45.
- 2004/2005 – 87.

### Miejsca na podium
1. Pozza di Fassa – 11 stycznia 2004 (skicross) – 3. miejsce